# Chloroclystis malachita
Chloroclystis malachita är en fjärilsart som beskrevs av Edward Meyrick 1913. Chloroclystis malachita ingår i släktet Chloroclystis och familjen mätare. Inga underarter finns listade i Catalogue of Life.